# Banc Mercantil de Tarragona
El Banc Mercantil de Tarragona és una obra eclèctica de Valls (Alt Camp) protegida com a Bé Cultural d'Interès Local.

## Descripció
L'Antic Banc de Valls, anteriorment conegut com a Banc Mercantil de Tarragona està ubicat a la Plaça de la Font de la Manxa. És un edifici de dues plantes i d'estil eclèctic. Destaca la simetria, marcada horitzontalment per la construcció mateixa i verticalment, pel ritme de les obertures i elements decoratius. La part central, que aglutina el portal d'accés en forma d'arc de mig punt, la balconada i el coronament en forma de frontó triangular, es troba més decorada que la resta, amb medallons i conjunts de pilastres d'ordre compost. A l'interior, a la Sala de Juntes, hi ha quatre plafons amb frescos d'Ignasi Mallol.

## Història
L'edifici es va construir l'any 1884 per ubicar-hi el Banc de Valls. Cèsar Martinell projectà la remodelació de la porta principal l'any 1911. L'any 1979 l'edifici fou ocupat per les oficines del Banc Mercantil de Tarragona, tot i que la propietat segueix éssent del Banc de Valls.